# 松子腳 (宜蘭縣)
松子腳，原寫為松仔腳，是臺灣宜蘭縣五結鄉的一個地名，位於該鄉中部。相較於今日行政區，其範圍大致為孝威村東南部。

## 歷史
台灣清治末期，松子腳地區為一街庄，稱為「松仔腳庄」，隸屬於茅仔藔堡。該庄東北一小段隔羅東溪（今名冬山河）與頂清水庄為界，東及南與大埔庄為鄰，西邊為中一結庄，北邊為四百名庄。
1901年（日明治三十四年）11月，該庄隸屬於宜蘭廳，編入第十四區。1905年（明治三十八年）7月，該區改名為「茅仔寮區」。1920年（大正九年），該庄改制並雅化為「松子腳」大字，隸屬於臺北州羅東郡五結庄。
戰後五結庄改制為五結鄉，隸屬於臺北縣，大字亦改制為村。1950年10月，北、基、宜分治，五結鄉改隸屬於宜蘭縣。

## 聚落
本地區發展較早的聚落為松仔腳，在日治期初期的官方地圖上已有記載。

## 交通
鄉道宜23線（孝威路、孝威南路）是茅仔寮至利澤簡的道路，大致以北北東—南南西走向轉西北—東南走向再轉北北東—南南西走向再轉縱向經過松子腳地區西北部邊界及西南部。由該道路向北北東可前往中二結與四百名交界地帶、茅子寮並止於其東部鄉道宜22線路口，向南可前往大埔並止於省道台7丙線路口。
鄉道宜23-1線（公園路）是大埔至親水公園的道路，其西北側端點位於本地區南部宜23線路口。由此向東南出境後可前往大埔東南部的冬山河親水公園。
傳藝路又名「北宜高羅東連絡道」，是羅東車站後站至傳統藝術中心的新建幹道，大致以西南西—東北東走向轉西北西—東南東走向經過本地區南部。由該道路向西南西可前往中一結東南部、大埔西北部、頂五結南部、十八埒並止於羅東車站後站的站東路路口，向東南東可前往大埔東北部、頂清水並止於傳統藝術中心東南側的省道台2線路口。